# Rudolf Smend (1851–1913)
Rudolf Smend (ur. 5 listopada 1851 w Lengerich, zm. 27 grudnia 1913 w Ballenstedt) – niemiecki teolog (badacz Starego Testamentu) i orientalista.

## Życiorys
Rudolf Smend pochodził ze starej rodziny o tradycjach prawniczych i teologicznych. Przez trzy pokolenia członkowie rodziny, w XVIII i XIX w. pełnili funkcję pastora w zborze ewangelicko-reformowanym w Lengerich. Jego bratem był teolog Julius Smend. Również jego syn Rudolf został wybitnym znawcą prawa państwowego i kościelnego, a wnuk Rudolf, podobnie jak dziadek, jest badaczem Starego Testamentu.
Po zdaniu matury w 1869 roku w Münster studiował teologię i języki semickie na uniwersytetach w Getyndze, Berlinie i Bonn, gdzie 28 stycznia 1874 otrzymał tytuł doktora filozofii broniąc pracę o arabskiej poezji. W 1875 roku został doktorem teologii na uniwersytecie w Halle i tam również się habilitował. W 1880 został profesorem nadzwyczajnym w dziedzinie Starego Testamentu na uniwersytecie w Bazylei. Zawarł tam znajomość z Jacobem Burckhardtem, Franzem Overbeckem i Jacobem Wackernagelem. Od 1881 roku był tam profesorem zwyczajnym. W 1889 roku wrócił do Getyngi jako profesor zwyczajny nauk biblijnych i języków semickich. Tam ponownie spotkał się ze swoim byłym nauczycielem Juliusem Wellhausenem, który wywarł na niego duży wpływ i którego metody badania źródeł dalej rozwinął. Zasłużył się między innymi krytycznym opracowaniem pięcioksięgu Tory. W 1907 roku razem z Alfredem Rahlfsem wysłali pismo do wpływowego pruskiego polityka Friedricha Althoffa z prośbą o pomoc przy edycji Septuaginty. Ich prośba została pozytywnie rozpatrzona przez ministerstwo i w 1908 roku założono instytut Göttinger Septuaginta-Unternehmen.

## Pisma
- Der Prophet Ezechiel. 1880.
- Lehrbuch der alttestamentlichen Religionsgeschichte. 2. Auflage. Freiburg i. Br. u.a. 1899.
- Die Weisheit des Jesus Sirach. Hebräisch und deutsch. Mit einem hebräischen Glossar. Berlin 1906.
- Die Erzählung des Hexateuch auf ihre Quellen untersucht. Berlin 1912.